# Пелена
Пелената е вид попиващо бельо, предназначено да пази външните дрехи или повърхности от намокряне и нацапване при дефекация или уриниране без използването на тоалетна. Когато пелената стане мръсна, тя изисква подмяна, обикновено от друг човек, като родител или гледач. Несменянето на пелената достатъчно често може да доведе до кожни проблеми в областта, покрита от пелената.
Пелените се правят от плат или синтетични материали за еднократна употреба. Пелените за многократна употреба са направени от слоеве плат от материали като памук, коноп, бамбук или от микрофибри и могат да се перат и използват отново няколко пъти.
Пелените се носят предимно от бебета и малки деца, които все още не са научени да използват тоалетна или от малки деца и възрастни с енуреза или от хора с определени психически нарушения. Пелени понякога се носят в случаи в които просто няма достъп до тоалетни (като при астронавтите и водолазите).
Средно едно дете използва няколко хиляди пелени през живота си. Тъй като пелените за еднократна употреба се изхвърлят след едно ползване, използването на еднократни пелени увеличава натоварването на сметищата. Повишаването на осведомеността относно околната среда води до появяване на кампании целящи да накарат родителите да използват пелени за многократна употреба, като пелени от плат или хибридни пелени. Около 27,4 милиарда пелени се използват всяка година в САЩ, което може да добавя 3,4 милиона тона използвани пелени в сметищата всяка година.
Пелените на бебетата могат да се сменят пет или повече пъти на ден. Повечето деца вече не използват пелени след навършване на 2 до 4 години, в зависимост от културата, вида на пелените, родителите и характера на детето. 